# Darren Price
Darren Price (ur. 1970 w Woking) – brytyjski klawiszowiec, DJ i producent muzyczny. Najbardziej znany jako muzyk towarzyszący zespołowi Underworld na koncertach w latach 2005–2015. Nagrał też album solowy (Under the Flightpath, 1997).

## Życiorys i kariera muzyczna
Darrren Price urodził się w 1970 roku w Woking. We wczesnych latach 80. poznał muzykę elektroniczną i hip-hop. Zaczął uczyć się sztuki miksowania przy pomocy starego gramofonu. Gdy pod koniec lat 80. zaczął zyskiwać na popularności acid house, Price zainteresował się tym gatunkiem. Poznał DJ-a  Andrew Weatheralla i rozpoczął pracę w jego wytwórni, Junior Boy’s Own. Wkrótce zajął się także produkcją realizując nagrania dla tej wytwórni z Garym Lindopem i Erikiem Chivertonem jako Centuras. W 1993 roku został stałym DJ-em koncertowym zespołu Underworld. 1994 roku zrealizował miks didżejski, Junior Boy’s Own Mastermix. Po rozstaniu się z Lindopem i Chivertonem Price nagrywał w latach 1995–1996 dla wytwórni NovaMute. W 1996 roku towarzyszył zespołowi Underworld podczas jego światowej trasy koncertowej. Rok później wydał swój debiutancki album, Under the Flightpath (którego tytuł nawiązuje do lokalizacji jego studia, w pobliżu Heathrow). Współpracował z brytyjskimi producentami i DJ-ami techno, takimi jak Luke Slater i Dave Angel. W latach 2005–2016 towarzyszył zespołowi Underworld jako muzyk koncertowy. Współpracę z zespołem kontynuował również w latach następnych, znajdując przy tym czas na życie rodzinne. W 2018 roku pod szyldem wydawnictwa Kilsha Music ukazała się jego EP-ka, Everybody Jack. Znajdujący się na niej utwór, „Everybody Jack (UW Live Maschine Mix)” pochodzi z roku 2011 i był grywany na koncertach Underworld do 2014 roku.

## Instrumentarium
Jako swój ulubiony syntezator wymienił GForce impOSCar2: „To jest ten, którego używam najczęściej w studio. Jest inspiracją do używania go i ułatwia tworzenie nowych, świeżych i obfitych dźwięków, które naprawdę są wyraziste”.